# جغد اورالی

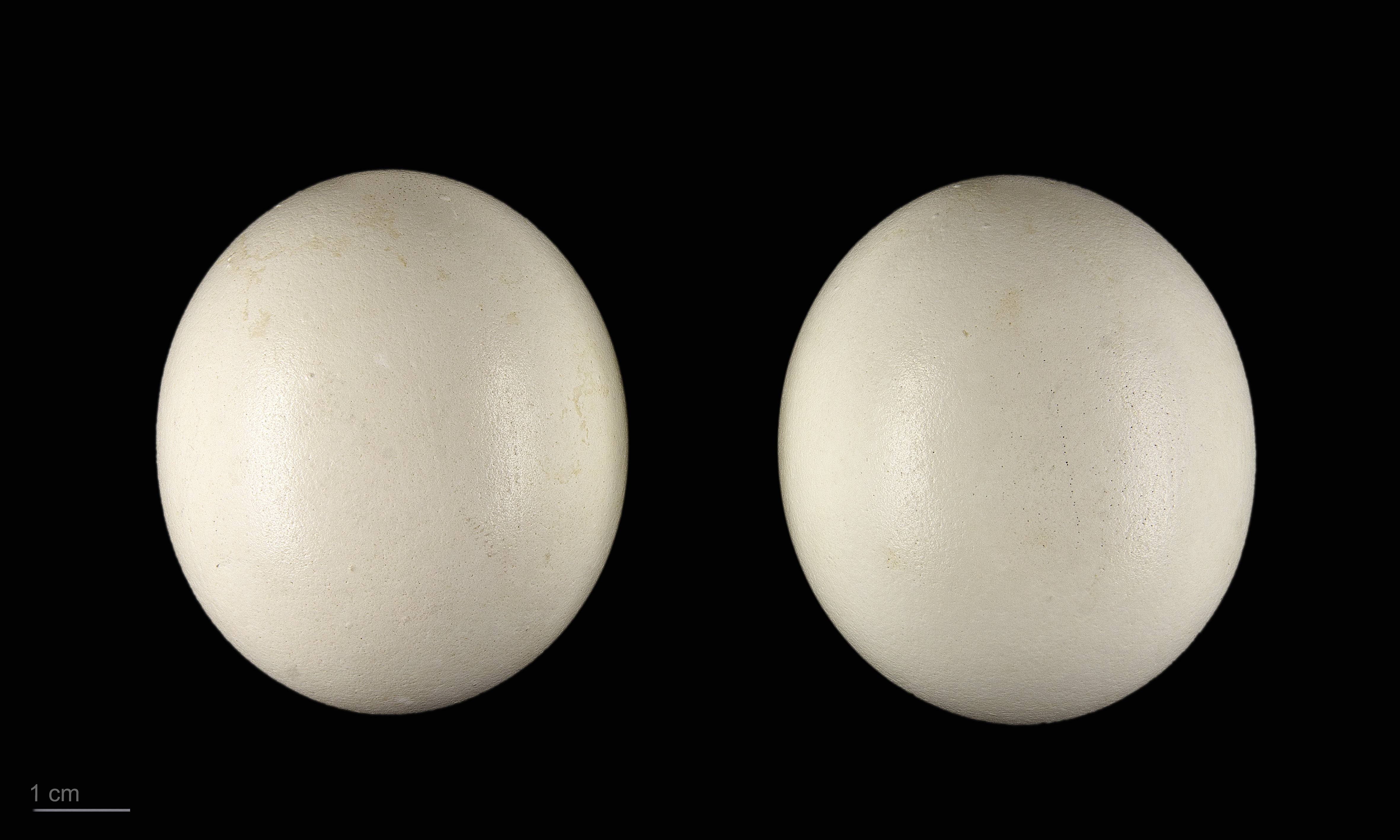
Strix uralensis uralensis

جغد اورالی (نام علمی: Strix uralensis) نام یک گونه از تیره جغدان راستین است.